# Alan Curtis (calciatore)
M.B.E. Alan Thomas Curtis (Pentre, 16 aprile 1954) è un dirigente sportivo, ex calciatore e allenatore di calcio gallese, di ruolo attaccante.

## Biografia
Suo zio Roy Paul era anch'egli un calciatore.
Nel 2008 si è sposato con Clare.
Il 31 gennaio 2020 diviene un Membro dell'Impero Britannico.
Ha avuto il cancro, ma è sopravvissuto.

## Carriera

### Club
Ha militato principalmente nello Swansea City, con cui ha esordito nel 1972, tanto da guadagnarsi il soprannome di Mr. Swansea.

### Nazionale
Dopo avere rappresentato le selezioni giovanili under-18, under-21 e under-23, il 24 marzo 1976 ha esordito con la nazionale maggiore nella sconfitta per 1-2 contro l'Inghilterra, realizzando pure un gol.
Complessivamente ha racimolato 35 presenze e sei reti con la massima selezione gallese.

## Dopo il ritiro
Al termine della sua carriera calcistica ha ricoperto ruoli dirigenziali nello Swansea City, diventando pure l'allenatore ad interim del club per quattro gare nel marzo 2004.
Pochi mesi dopo diviene il vice di Brian Flynn nell'under-21 del Galles, ruolo che ricopre sino al 2012, anno in cui Flynn lascia l'incarico.
Nel 2012 fa ritorno allo Swansea City con la veste di vice-allenatore.
Dal dicembre 2015 al gennaio 2016 e dall'ottobre 2016 al gennaio 2017 è stato nuovamente l'allenatore a interim dello Swansea City. Contestualmente al suo secondo addio diviene il responsabile dei calciatori ceduti in prestito dal club.
Nel giugno 2018 torna a essere il vice-allenatore degli Swans.
Il 16 aprile 2019 annuncia il proprio ritiro dalla carriera di allenatore e, contestualmente, diventa il presidente onorario dello Swansea City.

## Statistiche

### Cronologia presenze e reti in nazionale
| Cronologia completa delle presenze e delle reti in nazionale ― Galles | Cronologia completa delle presenze e delle reti in nazionale ― Galles | Cronologia completa delle presenze e delle reti in nazionale ― Galles | Cronologia completa delle presenze e delle reti in nazionale ― Galles | Cronologia completa delle presenze e delle reti in nazionale ― Galles | Cronologia completa delle presenze e delle reti in nazionale ― Galles | Cronologia completa delle presenze e delle reti in nazionale ― Galles | Cronologia completa delle presenze e delle reti in nazionale ― Galles |
| Data                                                                  | Città                                                                 | In casa                                                               | Risultato                                                             | Ospiti                                                                | Competizione                                                          | Reti                                                                  | Note                                                                  |
| --------------------------------------------------------------------- | --------------------------------------------------------------------- | --------------------------------------------------------------------- | --------------------------------------------------------------------- | --------------------------------------------------------------------- | --------------------------------------------------------------------- | --------------------------------------------------------------------- | --------------------------------------------------------------------- |
| 24-3-1976                                                             | Wrexham                                                               | Galles                                                                | 1 – 2                                                                 | Inghilterra                                                           | Amichevole                                                            | 1                                                                     |                                                                       |
| 24-4-1976                                                             | Zagabria                                                              | Jugoslavia                                                            | 2 – 0                                                                 | Galles                                                                | Qual. Euro 1976                                                       | -                                                                     | 85’                                                                   |
| 6-5-1976                                                              | Glasgow                                                               | Scozia                                                                | 3 – 1                                                                 | Galles                                                                | Torneo Interbritannico 1976                                           | -                                                                     |                                                                       |
| 8-5-1976                                                              | Cardiff                                                               | Galles                                                                | 0 – 1                                                                 | Inghilterra                                                           | Torneo Interbritannico 1976                                           | -                                                                     | 73’                                                                   |
| 14-5-1976                                                             | Cardiff                                                               | Galles                                                                | 1 – 0                                                                 | Irlanda del Nord                                                      | Torneo Interbritannico 1976                                           | -                                                                     |                                                                       |
| 22-5-1976                                                             | Cardiff                                                               | Galles                                                                | 1 – 1                                                                 | Jugoslavia                                                            | Qual. Euro 1976                                                       | -                                                                     | 46’                                                                   |
| 6-10-1976                                                             | Cardiff                                                               | Galles                                                                | 0 – 2                                                                 | Germania Ovest                                                        | Amichevole                                                            | -                                                                     |                                                                       |
| 17-11-1976                                                            | Glasgow                                                               | Scozia                                                                | 1 – 0                                                                 | Galles                                                                | Qual. Mondiali 1978                                                   | -                                                                     | 74’                                                                   |
| 3-6-1977                                                              | Belfast                                                               | Irlanda del Nord                                                      | 1 – 1                                                                 | Galles                                                                | Torneo Interbritannico 1977                                           | -                                                                     | 70’                                                                   |
| 14-12-1977                                                            | Dortmund                                                              | Germania                                                              | 1 – 1                                                                 | Galles                                                                | Amichevole                                                            | -                                                                     | 69’                                                                   |
| 13-5-1978                                                             | Cardiff                                                               | Galles                                                                | 1 – 3                                                                 | Inghilterra                                                           | Torneo Interbritannico 1978                                           | -                                                                     |                                                                       |
| 17-5-1978                                                             | Glasgow                                                               | Scozia                                                                | 1 – 1                                                                 | Galles                                                                | Torneo Interbritannico 1978                                           | -                                                                     |                                                                       |
| 2-5-1979                                                              | Wrexham                                                               | Galles                                                                | 0 – 2                                                                 | Germania Ovest                                                        | Qual. Euro 1980                                                       | -                                                                     |                                                                       |
| 19-5-1979                                                             | Cardiff                                                               | Galles                                                                | 3 – 0                                                                 | Scozia                                                                | Torneo Interbritannico 1979                                           | -                                                                     |                                                                       |
| 23-5-1979                                                             | Londra                                                                | Inghilterra                                                           | 0 – 0                                                                 | Galles                                                                | Torneo Interbritannico 1979                                           | -                                                                     |                                                                       |
| 25-5-1979                                                             | Belfast                                                               | Irlanda del Nord                                                      | 1 – 1                                                                 | Galles                                                                | Torneo Interbritannico 1979                                           | -                                                                     | 76’                                                                   |
| 2-6-1979                                                              | Gżira                                                                 | Malta                                                                 | 0 – 2                                                                 | Galles                                                                | Qual. Euro 1980                                                       | -                                                                     |                                                                       |
| 11-9-1979                                                             | Swansea                                                               | Galles                                                                | 2 – 1                                                                 | Irlanda                                                               | Amichevole                                                            | 1                                                                     |                                                                       |
| 17-10-1979                                                            | Colonia                                                               | Germania Ovest                                                        | 5 – 1                                                                 | Galles                                                                | Qual. Euro 1980                                                       | 1                                                                     |                                                                       |
| 21-11-1979                                                            | Smirne                                                                | Turchia                                                               | 1 – 0                                                                 | Galles                                                                | Qual. Euro 1980                                                       | -                                                                     |                                                                       |
| 9-9-1981                                                              | Praga                                                                 | Cecoslovacchia                                                        | 2 – 0                                                                 | Galles                                                                | Qual. Mondiali 1982                                                   | -                                                                     |                                                                       |
| 14-10-1981                                                            | Swansea                                                               | Galles                                                                | 2 – 2                                                                 | Islanda                                                               | Qual. Mondiali 1982                                                   | 1                                                                     |                                                                       |
| 18-11-1981                                                            | Tbilisi                                                               | Unione Sovietica                                                      | 3 – 0                                                                 | Galles                                                                | Qual. Mondiali 1982                                                   | -                                                                     |                                                                       |
| 24-3-1982                                                             | Valencia                                                              | Spagna                                                                | 1 – 1                                                                 | Galles                                                                | Amichevole                                                            | -                                                                     |                                                                       |
| 27-4-1982                                                             | Cardiff                                                               | Galles                                                                | 0 – 1                                                                 | Inghilterra                                                           | Torneo Interbritannico 1982                                           | -                                                                     |                                                                       |
| 24-5-1982                                                             | Glasgow                                                               | Scozia                                                                | 1 – 0                                                                 | Galles                                                                | Torneo Interbritannico 1982                                           | -                                                                     | 75’                                                                   |
| 27-5-1982                                                             | Wrexham                                                               | Galles                                                                | 3 – 0                                                                 | Irlanda del Nord                                                      | Torneo Interbritannico 1982                                           | 1                                                                     | 70’                                                                   |
| 22-9-1982                                                             | Swansea                                                               | Galles                                                                | 1 – 0                                                                 | Norvegia                                                              | Qual. Euro 1984                                                       | -                                                                     | 62’                                                                   |
| 12-10-1983                                                            | Wrexham                                                               | Galles                                                                | 5 – 0                                                                 | Romania                                                               | Amichevole                                                            | 1                                                                     | 77’                                                                   |
| 28-2-1984                                                             | Glasgow                                                               | Scozia                                                                | 2 – 1                                                                 | Galles                                                                | Amichevole                                                            | -                                                                     | 84’                                                                   |
| 17-10-1984                                                            | Siviglia                                                              | Spagna                                                                | 3 – 0                                                                 | Galles                                                                | Qual. Mondiali 1986                                                   | -                                                                     |                                                                       |
| 26-2-1985                                                             | Wrexham                                                               | Galles                                                                | 1 – 1                                                                 | Norvegia                                                              | Amichevole                                                            | -                                                                     |                                                                       |
| 5-6-1985                                                              | Bergen                                                                | Norvegia                                                              | 4 – 2                                                                 | Galles                                                                | Amichevole                                                            | -                                                                     | 67’                                                                   |
| 16-10-1985                                                            | Cardiff                                                               | Galles                                                                | 0 – 3                                                                 | Ungheria                                                              | Amichevole                                                            | -                                                                     | 71’                                                                   |
| 18-2-1987                                                             | Swansea                                                               | Galles                                                                | 0 – 0                                                                 | Unione Sovietica                                                      | Amichevole                                                            | -                                                                     | 58’                                                                   |
| Totale                                                                |                                                                       | Presenze                                                              | 35                                                                    |                                                                       | Reti                                                                  | 6                                                                     |                                                                       |

## Palmarès

### Giocatore

#### Competizioni nazionali
- Coppa del Galles: 2

Cardiff City: 1977-1978
Barry Town: 1993-1994
- Welsh Football League Division One: 1

Barry Town: 1993-1994